# Камень желаний
«Камень желаний» (англ. Shorts) — приключенческо-комедийный фильм Роберта Родригеса, вышедший в США 14 марта 2008 года.

## Общая линия сюжета
В фильме «Камень желаний» сюжет разбит на главы.
|  | Порядок историй в фильме: 1. Глава 0: Моргалки 2. Глава 2: Томсон по кличке «Палец» в фильме «Пришельцы» 3. Глава 1: Лаг Луги и Лейзар в фильме «Камень желаний» 4. Глава 4: Нос Носуорти в фильме «Огромная козюлька» 5. Глава 3: Предки в фильме «Сбой связи» 6. Глава 5: Все вместе в конце фильма |  | Хронологический порядок: 1. Глава 0: Моргалки 2. Глава 1: Лаг Луги и Лейзар в фильме «Камень желаний» 3. Глава 2: Томсон по кличке «Палец» в фильме «Пришельцы» 4. Глава 3: Предки в фильме «Сбой связи» 5. Глава 4: Нос Носуорти в фильме «Огромная козюлька» 6. Глава 5: Все вместе в конце фильма» |  |

### Глава 0: Моргалки
Брат с Сестрой играют в моргалки (кто первый моргнёт, тот проиграл), одновременно занимаясь повседневными делами. Пересекаются в Главе 2 и Главе 5.

### Глава 1: Лаг Луги и Лейзар в фильме «Камень желаний»
Трое друзей, жаждущих приключений, находят камень желаний. В процессе приключений они наделяют свою сестричку супер-разумом и с помощью катапульты выбрасывают камень, найденный впоследствии Тоби Томпсоном.

### Глава 2: Томсон по кличке «Палец» в фильме «Пришельцы»
Тоби Томпсон, главный герой фильма, рассказывает о себе, о хулиганах, которые его достают в школе, и о своих новых друзьях-пришельцах, которые его выручают. Из-за инцидента в классе химии, вызванного пришельцами, Тоби ломает руки, и ему приходится носить гипс.

### Глава 3: Предки в фильме «Сбой связи»
Родители Тоби идут на вечеринку своего начальника, прихватив с собой камень желаний, из-за которого вечеринка превращается в сумасшедший дом.

### Глава 4: Нос Носуорти в фильме «Огромная козюлька»
В доме Носуорти, помешанных на чистоте, происходит борьба с гигантской ожившей козявкой.

### Глава 5: Все вместе в конце фильма
В этой главе происходит борьба всех героев фильма за камень желаний, в конце концов девочке, наделённой супер-разумом, удаётся избавиться от камня.

## В ролях
| Актёр          | Роль               |
| -------------- | ------------------ |
| Джимми Беннетт | Тоби «То» Томпсон  |
| Джон Крайер    | Билл Томпсон папа  |
| Лесли Манн     | Джейн Томпсон мама |
| Уильям Мэйси   | доктор Ноузворти   |
| Джеймс Спейдер | мистер Блэк        |
| Джоли Ванье    | Хельветика Блэк    |
| Кэт Деннингс   | Стейси Томпсон     |
| Тревор Гэгнон  | Луги               |
| Лео Ховард     | Лэйзер             |
| Дейвон Гирнарт | Коул               |
| Ребел Родригес | Люг                |
| Джейк Шорт     | Ноуз Ноузворти     |

## Интересные факты
- Съёмки проходили в городе Остин, штат Техас.
- Роль Стэйси Томпсон предназначалась для Алексы Вега, которая ранее сыграла в четырёх частях «Детей шпионов» Роберта Родригеса. Однако в тот момент она оказалась занята на проходивших в Австралии съёмках драмы «Broken Hill» (2009), и на замену ей была приглашена Кэт Деннингс.